# 마하바트 바이가빌로바
마하바트 톡토굴로브나 바이가빌로바(키르기스어: Махабат Токтогуловна Байгабылова, 1972년 12월 5일 ~ )는 키르기스스탄의 배우이다.